# رهوة بن علي (رصد)

تعديل مصدري - تعديل

رهوة بن على هي إحدى قرى عزلة القارة بمديرية رصد التابعة لمحافظة أبين، بلغ تعداد سكانها 151 نسمة حسب تعداد اليمن لعام 2004.